# Kostel svatého Antonína Paduánského (Míškovice)
Kostel svatého Antonína Paduánského je římskokatolický kostel a hlavní dominanta obce Míškovice v okrese Kroměříž ve Zlínském kraji. Kostel byl postaven v letech 1927–1928 v konstruktivistickém stylu podle návrhu architekta Františka Lydie Gahury. Od roku 1958 je chráněn jako kulturní památka.

## Historie
Impulzem ke stavbě kostela byl odkaz místního rodáka, kněze Františka Jančíka, který podmínil zřízení fary v Míškovicích výstavbou kostela. Projekt byl svěřen architektu Františku Lydii Gahurovi, který je známý především jako dvorní architekt firmy Baťa ve Zlíně. Stavbu vedl Ing. Metoděj Matuška z Bystřice pod Hostýnem. Kostel byl vysvěcen olomouckým arcibiskupem Leopoldem Prečanem dne 29. června 1928.
Původně měl být kostel zasvěcen sv. Cyrilu a Metoději, avšak po získání ostatků sv. Antonína Paduánského byl patron změněn. Obraz původně zamýšlených patronů se nachází na pravém bočním oltáři.

## Architektura
Kostel je jednolodní, orientovaná stavba s elipsovitým kněžištěm a rovně zastropenou lodí, kterou zdobí čtvercové kazety. Průčelí dominuje subtilní, asymetricky postavená čtyřboká věž zakončená jehlancem z plechu a velký latinský kříž z režného zdiva, což vytváří kontrast s bílými stěnami lodi a kněžiště.
V interiéru se nachází mramorový oltář od firmy Polášek a Urban z Přerova. Výzdobu tvoří vitráž sv. Antonína s Ježíškem, obrazy sv. Terezie z Lisieux, sv. Cyrila a Metoděje, Poslední večeře Páně a Seslání Ducha svatého od akademického malíře Rudolfa Kubíčka z Uherského Hradiště. Loď kostela je lemována křížovou cestou tvořenou reliéfy, v zadní části je sousoší piety a v presbytáři kazatelna s vyobrazením čtyř evangelistů.

## Zvony
Původní čtyři zvony byly během druhé světové války zabaveny, nové byly pořízeny v roce 1971 a ulity v Brodku u Přerova.

## Význam
Kostel v Míškovicích je první realizovanou sakrální stavbou Františka Lydie Gahury a spolu s kaplí na Kudlově (dnes součást Zlína) jedinou jeho církevní stavbou.

## Současnost
Kostel je filiálním kostelem farnosti Mysločovice. Na místní faře v Míškovicích sloužili v první polovině 20. století tři kněží, později byla fara přeměněna na mateřskou školu.